# 齋藤響
齋藤 響（さいとう ひびき、10月7日 - ）は、日本の男性声優。神奈川県出身。ベストポジション所属。

## 人物
趣味は麻雀、オンラインゲーム。資格は普通自動車運転免許、危険物取扱者乙種4類。

## 出演

### テレビアニメ
- マーベル フューチャー・アベンジャーズ（2017年 - 2018年、ライナー議員、記者）

### 劇場アニメ
- 囀る鳥は羽ばたかない The clouds gather（2020年、組員）

### ゲーム
2013年
- KRITIKA（ウヤット・クール）

2015年
- 戦国修羅SOUL

2016年
- 誰ガ為のアルケミスト（マフィアB）

2017年
- 桜花裁き（鼠小僧）
- ファイトリーグ（猫磨の親方、撃打ちのタイピング卿、砂場の泥人形）
- モンスターストライク（2017年 - 2023年、神威〈獣神化以降〉、コンモドゥス、ガラゴーラ、フンババ、カタストロフィ）
- レッドストーン2（ボルトーバ族長 他）

2018年
- Ast Memoria -アストメモリア-（フランク、イワクニ、ブレイン）
- シャドウ オブ ザ トゥームレイダー
- 幻獣契約クリプトラクト（2018年 - 2021年、ギャリソン、デオン、ファラネア王、他）
- 白猫プロジェクト（2018年 - 2019年、神威、フジ神）

2020年
- モンストドリームカンパニー（神威）
- 共闘ことばRPG コトダマン（神威〈進化後〉）
- キャプテン翼 RISE OF NEW CHAMPIONS（マガトゥー）
- アサシン クリード ヴァルハラ（ヴァイスリン、他）

2022年
- 逆転オセロニア（ガトライズ）
- ダイイングライト2（ニコラス）
- ガーディアンテイルズ（2022年 - 2023年、ナイアン他）
- As Dusk Falls（ビッグ・サム）
- 信長の野望 覇道（武田信繁、内藤昌豊、新発田重家）

2023年
- 三国志アナザー～星将の願い～（董卓、太史慈、馬岱、曹仁、左慈）

2024年
- 八剱伝Switch版（笠の男）

### 吹き替え

#### 映画
- アーカイヴ
- イントゥ・ザ・ミッション（グレシノフ）
- ザ・セイント（イバカ大統領）
- ザ・ヘラクレス
- ザ・レイド
- 史上最悪の学園生活
- ジョーズ・リターン（ドーラン）
- スカイ・キッズ（マニー）
- 戦狼 ウルフ・オブ・ウォー（ゴキブリ）
- フューリアス 双剣の戦士（ホストヴルル）
- プリズン・ダウン（コング）
- フルスロットル（ロイ〈アンダーソン・ブラッドショー〉）
- メイズ 大脱走（ボビー）
- レッド・スカイ（デイヴィス）

#### ドラマ
- アメリカン・ゴシック 〜偽りの一族〜
- アンフォゲッタブル 完全記憶捜査4
- エクスタント
- Empire 成功の代償 シーズン3
- 刑事フォイル
- コブラ会
- スーパーナチュラル シーズン12（リック）
- スリーピー・ホロウ
- デイ・アフターZ シーズン3
- MR. ROBOT/ミスター・ロボット シーズン3
- テッド・ラッソ:破天荒コーチがゆく（ルパート）

#### アニメ
- アングリーバード2（ブラッド）
- おっはよー!アンクルグランパ（野球選手、エイリアン、雪だるま 他）
- ガーディアンズ・オブ・ギャラクシー
- ボージャック・ホースマン（アーノルド・シュワルツェネッガー）

### ボイスオーバー
- アート・オブ・デザイン（マイケル・ジョーダン）
- クレイジーズ 世界を変える物語「ココ・シャネル」
- メガ建造 シーズン3

### ナレーション
- XFLAG PARK 2020
- 最高のケツ婚（OPナレーション）
- SUBARUプラネタリウム（インフォマーシャルCM）
- チーズ「ジェラール」（PVナレーション）

### オーディオブック
- 影踏み（黛明夫）

### ラジオ
- トワイライトアベニュー767〜さくまひできのクマクマパラダイス

### 舞台
- 朗読集団みどりぐみ公演「枯れ木屋・雪おんな」